# 창전동 (이천시)
창전동(倉前洞)은 대한민국 경기도 이천시의 중앙에 위치한 동이다.

## 개요
창전동은 원래 ‘창고의 앞쪽 마을’이라는 뜻으로 1914년 리의 개편이 이루어지기 전까지는 창전리(倉前里)와 사고전리(司庫前里) 2개의 마을이었다. 이곳에 이천부 관아에 예속된 각종 창고가 있었는데, 창전리나 사고전리 모두 이들 창고 앞에 위치한 뜻에서 나온 지명이라 한다.
현재의 창전동은 이천시의 심장부에 위치한 지역으로서, 주요 기관 및 시설이 집중해 있고 시 전체의 생필품을 공급하는 상가밀집 지역이기도 하다.

## 법정동
- 창전동(倉前洞)

## 문화재
- 이천향교

1983년 9월 19일 경기도문화재자료 제22호로 지정되었다. 1401년 조선 태종 원년 감무 변인달이 부임하여 대성전을 세우고 안흥리(安興里)에 있던 《안흥정사》의 생도들을 이곳으로 옮겨와 학문을 닦게 하고 첫 제향했다고 한다. 공자의 탄생일인 매년 음력 8월 27일 ‘석전제’를 연다.

## 같이 보기
- 대한민국의 행정 구역